# Charadrius
Charadrius – rodzaj ptaków z podrodziny sieweczek (Charadriinae) w rodzinie sieweczkowatych (Charadriidae).

## Zasięg występowania
Rodzaj obejmuje gatunki występujące w Eurazji, Afryce, Ameryce (włącznie z Grenlandią), Australii i Oceanii.

## Morfologia
Długość ciała 14–23 cm, rozpiętość skrzydeł 33–45 cm; masa ciała 25–121,8 g.   

## Systematyka

### Etymologia
- Charadrius: nowołac. charadrius „żółtawy ptak” wymieniony w Wulgacie (koniec IV wieku), od gr. χαραδριος kharadrios „nieznany, prosto ubarwiony nocny ptak”, który mieszkał w wąwozach i dolinach rzecznych, od χαραδρα kharadra „wąwóz”[14].
- Aegialitis: gr. αιγιαλιτις aigialitis „mieszkaniec wybrzeża morskiego”, od αιγιαλος aigialos „plaża, wybrzeże”; ιζω izō „siedzieć”[15]. Gatunek typowy: Charadrius hiaticula Linnaeus, 1758.
- Hiaticula: łac. hiatus „szczelina, otwarcie”, od hiare „otwierać”; -cola „mieszkaniec”, od colere „mieszkać”; zlatynizowana forma gr. χαραδριος kharadrios „ptak skalistych wąwozów”[16]. Gatunek typowy: Hiaticula annulata G.R. Gray, 1840 (= Charadrius hiaticula Linnaeus, 1758).
- Thinornis: gr. θις this, θινος thinos „plaża”; ορνις ornis, ορνιθος ornithos „ptak”[17]. Gatunek typowy:  Thinornis rossii G.R. Gray, 1845 (= Charadrius novaeseelandiae J.F. Gmelin, 1789).
- Aegialeus (Aegialus): gr. αιγιαλειος aigialeios „bywając przy brzegu”, od αιγιαλος aigialos „plaża, wybrzeże”[18]. Gatunek typowy: Charadrius semipalmatus Bonaparte, 1825.
- Oxyechus: gr. οξυηχος oxuēkhos „przenikliwie brzmiący, ostro brzmiący”, od οξυς oxus „przenikliwy, przeszywający”; ηχω ēkhō „rozbrzmiewać, wydawać dźwięk dzwonka”[19]. Gatunek typowy: Charadrius vociferus Linnaeus, 1758.
- Paroxyechus: gr. παρ par „blisko”; rodzaj Oxyechus Reichenbach, 1853[20]. Gatunek typowy: Charadrius placidus J.E. Gray & G.R. Gray, 1863.
- Afroxyechus: łac. Afer, Afra „Afrykańczyk”, od Africa „Afryka”; rodzaj Oxyechus Reichenbach, 1853[21]. Gatunek typowy: Charadrius tricollaris Vieillot, 1818.
- Elseya: dr Joseph Ravenscroft Elsey (1834–1858), angielski chirurg-przyrodnik, podróżnik po północnej Australii w latach 1855–1856[22]. Gatunek typowy: Charadrius melanops Vieillot, 1818.
- Elseyornis (Elsyornis): rodzaj Elseya Mathews, 1913; gr. ορνις ornis, ορνιθος ornithos „ptak”[23]. Nazwa zastępcza dla Elseya Matthews, 1913.

### Podział systematyczny
Do rodzaju należą następujące gatunki:
- Charadrius cucullatus Vieillot, 1818 – sieweczka czarnogłowa
- Charadrius melanops Vieillot, 1818 – sieweczka czarnoczelna
- Charadrius novaeseelandiae J.F. Gmelin, 1789 – sieweczka koroniasta
- Charadrius forbesi (Shelley, 1883) – sieweczka ciemna
- Charadrius tricollaris Vieillot, 1818 – sieweczka śniada
- Charadrius dubius Scopoli, 1786 – sieweczka rzeczna
- Charadrius placidus J.E. Gray & G.R. Gray, 1863 – sieweczka długodzioba
- Charadrius vociferus Linnaeus, 1758 – sieweczka krzykliwa
- Charadrius hiaticula Linnaeus, 1758 – sieweczka obrożna
- Charadrius semipalmatus Bonaparte, 1825 – sieweczka skąpopłetwa
- Charadrius melodus Ord, 1824 – sieweczka blada